# Constitution mexicaine de 1824
La Constitution Fédérale des États-Unis mexicains de 1824 sanctionnée par le Congrès Général Constitutif le 4 octobre 1824 décrète les termes suivants.

« De l'observance, l'interprétation et la réforme de la constitution et l'acte constitutif. Au nom de Dieu tout-puissant, auteur et suprême législateur de la société. Le Congrès général constitutif de la nation mexicaine, en exercice des devoirs que lui ont imposés ses commettants pour fixer leur indépendance politique, établir et affirmer leur liberté, et promouvoir sa prospérité et gloire, décrète ce qui suit »

## Caractéristiques

### De la nation mexicaine, son territoire et religion
- La nation mexicaine est pour toujours libre et indépendante du gouvernement espagnol et quelque autre puissance.
- Son territoire mexicain comprend le territoire de ce qui est précédent de la Vice-royauté de la Nouvelle-Espagne, celui qui était dit capitaine général de Yucatan, de celui des commandements appelés précédemment comme les Provinces Internes d'Est et d'Occident, ainsi que le territoire de la Basse-Californie et de la Haute-Californie avec les terrains annexes et îles adjacentes dans les deux mers. Par une loi constitutionnelle on fera une délimitation des limites de la fédération, après que les circonstances le permettent.
- La religion de la nation mexicaine est et sera perpétuellement le catholicisme apostolique romain. La nation la protégera par des lois sages et justes, et interdit l'exercice de quelque autre religion.

### De la forme de gouvernement de la nation
- La nation mexicaine adopte pour son gouvernement la forme de république représentative fédérale.
- Les parties de cette fédération sont les États et les territoires suivants : l'État du Chiapas, Chihuahua, l'État de Coahuila et Texas, l'État de Durango, l'État de Guanaxuato, l'État de Mexico, l'État de Michoacán, l'État de Nuevo León, l'État de Oaxaca, l'État de Puebla de los Angeles, l'État de Querétaro, l'État de San Luis Potosi, l'État de Sonora et Sinaloa, l'État de Tabasco, l'État de Las Tamaulipas, l'État de Veracruz, l'État de Xalisco, l'État de Yucatán, l'État de Los Zacatecas et les territoires de la Haute-Californie, Basse-Californie, Colima, Santa Fé du Nouveau Mexique et une loi constitutionnelle fixera le caractère de Tlaxcala.

## Fédération
|      | \| Rang \| Entités fédérales \| Adhésion \| Ratification du Congrès \| \| ---- \| ----------------- \| ---------- \| ----------------------- \| \| 1 \| Mexico \| 20-12-1823 \| 02-03-1824 \| \| 2 \| Guanajuato \| 20-12-1823 \| 25-03-1825 \| \| 3 \| Oaxaca \| 21-12-1823 \| 01-07-1823 \| \| 4 \| Puebla \| 21-12-1823 \| 19-03-1824 \| \| 5 \| Michoacán \| 22-12-1823 \| 06-04-1824 \| \| 6 \| San Luis Potosí \| 22-12-1823 \| 21-04-1824 \| \| 7 \| Veracruz \| 22-12-1823 \| 09-05-1824 \| \| 8 \| Yucatán \| 23-12-1823 \| 20-08-1823 \| \| 9 \| Jalisco \| 23-12-1823 \| 14-09-1823 \| \| 10 \| Zacatecas \| 23-12-1823 \| 19-10-1823 \| \| 11 \| Querétaro \| 23-12-1823 \| 17-02-1824 \| \| 12 \| Sonora y Sinaloa \| 10-01-1824 \| 12-09-1824 \| \| 13 \| Tabasco \| 07-02-1824 \| 03-05-1824 \| \| 14 \| Tamaulipas \| 07-02-1824 \| 07-05-1824 \| \| 15 \| Nuevo León \| 07-05-1824 \| 01-08-1824 \| \| 16 \| Coahuila y Tejas \| 07-05-1824 \| 15-08-1824 \| \| 17 \| Durango \| 22-05-1824 \| 08-09-1824 \| \| 18 \| Chihuahua \| 06-07-1824 \| 08-09-1824 \| \| 19 \| Chiapas \| 14-09-1824 \| 05-01-1825 \| |            |                         |
| Rang | Entités fédérales | Adhésion   | Ratification du Congrès |
| 1    | Mexico | 20-12-1823 | 02-03-1824              |
| 2    | Guanajuato | 20-12-1823 | 25-03-1825              |
| 3    | Oaxaca | 21-12-1823 | 01-07-1823              |
| 4    | Puebla | 21-12-1823 | 19-03-1824              |
| 5    | Michoacán | 22-12-1823 | 06-04-1824              |
| 6    | San Luis Potosí | 22-12-1823 | 21-04-1824              |
| 7    | Veracruz | 22-12-1823 | 09-05-1824              |
| 8    | Yucatán | 23-12-1823 | 20-08-1823              |
| 9    | Jalisco | 23-12-1823 | 14-09-1823              |
| 10   | Zacatecas | 23-12-1823 | 19-10-1823              |
| 11   | Querétaro | 23-12-1823 | 17-02-1824              |
| 12   | Sonora y Sinaloa | 10-01-1824 | 12-09-1824              |
| 13   | Tabasco | 07-02-1824 | 03-05-1824              |
| 14   | Tamaulipas | 07-02-1824 | 07-05-1824              |
| 15   | Nuevo León | 07-05-1824 | 01-08-1824              |
| 16   | Coahuila y Tejas | 07-05-1824 | 15-08-1824              |
| 17   | Durango | 22-05-1824 | 08-09-1824              |
| 18   | Chihuahua | 06-07-1824 | 08-09-1824              |
| 19   | Chiapas | 14-09-1824 | 05-01-1825              |

- Les 4 territoires étaient Haute-Californie, Basse-Californie, Nouveau-Mexique et Colima.
- L'île de la Passion, île Guadalupe et îles Revillagigedo sont comprises dans le territoire mexicain selon la Constitution.
- La ville de Mexico, qui avait appartenu à l'État de Mexico, s'en sépare le 18 novembre 1824, pour se constituer comme district fédéral, siège des pouvoirs de l'Union.